# Boško Petrović (músico)
Boško Petrović (Bjelovar, 18 de febrero de 1935 - Zagreb, 10 de enero de 2011), fue un músico croata de jazz. Vibrafonista, compositor, director de grupos, productor, promotor e impulsor de esta música en su país, fue fundador del popular Zagreb Jazz Quartett. Autor de programas de radio y televisión y organizador de numerosos festivales musicales fue, así mismo, creador y propietario del BP Club de Zagreb donde actuaron numerosos artistas croatas e internacionales. 
A lo largo de su carrera fue galardonado con diferentes premios y reconocimientos que culminan en 2003 con el prestigioso premio discográfico Porin de Croacia a toda su obra vital.

## Biografía
Boško Petrović nació en el entonces Reino de Yugoslavia en 1935. Desde temprana edad recibe formación musical clásica y empieza a tocar el violín para, cumpliendo quince años, cambiarlo por el acordeón. A la edad de 14 años, y mientras escuchaba una emisora de radio estadounidense, se enamora de la música de jazz, en la que fue introduciéndose y a la que acabó dedicándose toda su vida.
Esa música, que escuchábamos una vez al día en la emisora AFM, nos encantaba. Por aquel entonces formé mi primer grupo, pero el violín en el jazz no era la elección más acertada. Escuché a Stan Getz y soñaba con tocar el saxo, pero para eso no había dinero. - Boško Petrović
Aunque en su juventud Boško era radioaficionado, por lo que se matriculó en la Facultad de Electrotécnica de la Universidad de Zagreb, no llegó a graduarse. Con el visto bueno de su padre se dedicó a la música hasta convertirse en un intérprete fundamental para la música de jazz en la entonces República de Yugoslavia. Hizo las primeras grabaciones para Radio Zagreb en 1954 tocando el acordeón en el cuarteto de Radan Bosnar. En el antiguo sótano de la emisora de Radio Zagreb tocó su primer blues como vibrafonista junto con el pianista Mihail Puba Schwarz y Pero Spasov.  Schwartz tenía los discos más recientes del Modern Jazz Quartett y los dos eran grandes admiradores de la música de este grupo; posteriormente, Boško se convertiría en gran amigo de sus miembros. 
Después de decidirse por el vibráfono como instrumento, funda en 1959 el Zagreb Jazz Quartett que, con Zlatko Kružić al piano, Zdravko Šatrak al contrabajo, Ivica Gereg a la batería y el propio Petrović, confirmaría su calidad a nivel europeo. Durante los ocho años de existencia, el cuarteto realizó numerosos conciertos en Yugoslavia, Austria, Italia, Suiza, Holanda, Bélgica, Checoslovaquia, Alemania, Francia y la URSS. Además de la influencia del Modern Jazz Quartett actuaron inspirados por la música tradicional de su tierra, de modo que su estilo, a menudo, ha sido denominado “jazz balcánico”. Con la incorporación de nuevos miembros (y la colaboración del trompetista Art Farmer en 1968) la formación se convierte en quinteto, cambiando su nombre por el de Zagrebački Jazz Kvintet (o Zagreb Jazz Quintett). Esta formación, que alcanzó gran popularidad con apariciones en la televisión de Zagreb, dejó de existir en 1969 y sus miembros continuaron sus carreras en otros grupos de jazz de Croacia. 
En 1970 funda el grupo BP Convention compuesto por los músicos vanguardistas de la escena del rock de Zagreb Vedran Božić, Ratko Divjak, Mario Mavrin y Brane Živković, que se intercambiarían con los músicos de las diferentes generaciones como Salih Sadiković, Krešimir Remet y Damir Dičić. En asociación con brillantes jazzistas de la Europa del este (Michał Urbaniak, Zbigniew Seifert, Woldemierz Nahorny, Csaba Deseő, Aladár Pege, Radul Mihaly, János Fogarasi, Jiří Stivín, Ernst-Ludwig Petrovsky, Simeon Sterev o Dan Mindrila), Petrović organizó también el Novocovertibile All Stars, grupo que arranca sus actividades en el Berliner Jazzfestival de 1971. Desde 1975 colabora regularmente con el violinista húngaro Csaba Deseő y en este mismo periodo, Boško también lidera la BP Convention Big Band. Forma posteriormente un dúo con el pianista croata Neven Frangeš entre 1985 y 1988; en esos años, ambos actúan en Italia, Eslovenia, Austria, Suiza, Francia, Alemania, Rusia, Ucrania, Lituania, Letonia, Estonia, Chequia, Eslovaquia y Estados Unidos.
Boško Petrović fue miembro de la Unión Musical de Croacia así como de la International Biografical Association y de la International Who Is Who In Music. Como eminente y reconocido músico de jazz, viajó por todo el mundo tocando en diferentes festivales de jazz de prestigio mundial como Montreux, Monterey, Detroit o Berlín, popularizando al mismo tiempo su repertorio con orígenes en la música popular balcánica. Su contacto con John Lewis (del Modern Jazz Quartett) influyó en su convicción de que el jazz se puede adaptar a los “etno-estilos” y a los entornos donde se crea; de esta manera, Petrović colaboró con la cantante croata de ópera Ruža Pospiš-Baldani y con los "etno-músicos" de Istria, Martin Glavaš y Mat Špad en la composición de la suite tripartita Istra u mom srcu (Istria en mi corazón). 
Desde la fundación del BP Club en Zagreb, Petrović fue reduciendo paulatinamente el número de salidas; aparte de festival internacional de jazz en Cork (Irlanda), en los últimos años viajó únicamente, aunque anualmente, a Italia, Eslovenia y Austria. En los últimos años trabajó en la redacción de su autobiografía junto al periodista y amante del jazz Davor Hrvoj. El libro, Život kao jam session (Una vida como una jam session), apareció publicado póstumamente. Falleció inesperadamente el 10 de enero de 2011, encontrando su hijo Kolja el cuerpo de su padre en su piso de Zagreb. Ese año, diferentes conciertos, ediciones discográficas, publicaciones y exposiciones, dentro y fuera de su país, rindieron homenaje a la figura del músico croata.

## El BP Club
El club de jazz de Boško Petrović abrió sus puertas el 1 de abril de 1988 en el sótano de la calle Tesla nº 7, siendo el artista invitado para la noche inaugural el guitarrista estadounidense Joe Pass. Desde su inauguración han actuado casi todos los músicos nacionales más importantes, así como muchos de los internacionales, entre cuales hay que mencionar al mentor de Boško, John Lewis, y al pianista-compositor David Gazarov. Asimismo, por el club ha pasado un gran número de intérpretes locales, como Arsen Dedić, Gabi Novak, Vice Vukov, Jasna Bilušić o Zdenka Kovačiček, así como Nina Badrić, de los más jóvenes.  En el marco del club funciona la casa discográfica Jazzette Records, para la cual grabaron numerosos músicos de jazz locales e internacionales que subieron a su escenario. Su primera producción fue BP Club All Stars 90, publicada en 1991 y que contiene algunas de las mejores intervenciones realizadas en el local. Aunque muchas grabaciones de grandes músicos se perdieron, Croatia Records publicó el DVD Jazz Gala en 2006, donde están recogidas actuaciones de grandes intérpretes que pasaron por el club. Con esta filmación se homenajearon los 17 años de actividad continua de este club en sus momentos álgidos a lo largo de este periodo. 

## Premios y galardones
- Josip Štolcer Slavenski (1979)
- Ciudad de Zagreb (1989)
- Porin 1995, para la mejor interpretación de “White Christmas” con Neven Franges
- Porin 1996 para el mejor álbum como productor (Jazz Gala Zagreb 900)
- Porin 1997 para el mejor álbum como productor (Blues at Piazza Grande)
- Porin 1998 para el mejor álbum de festival, como director artístico (Cuban Party at Piazza Grande)
- Porin 2001 para el mejor álbum recopilatorio (Ethnology)
- Porin 2003 para el mejor álbum como intérprete junto a la Big Band de la Radio de Ljubljana (Round Midnight)
- Porin 2003 para la mejor interpretación de jazz por “I Love You, Z.J.Q." (del álbum “Round Midnight”)
- Porin 2003 por su toda su obra vital

Aparte de numerosos premios, entre los que destaca el Porin a toda su obra vital, Boško Petrović fue galardonado con el distintivo estatal Orden croata de Danica (Danica Hrvatska) con la imagen de Marko Marulić” y entró a formar parte en 2005 de los Maestros Europeos de Jazz (European Jazz Masters) en la ciudad irlandesa de Cork. 

## Discografía
Además de Croatia Records, otras compañías discográficas publicaron álbumes con Petrović, como Phillips, Atlantic, Fontane, Black Lion, Alta y Jazzette. Su discografía incluye decenas de álbumes que abarcan desde las primeras grabaciones con su cuarteto y miembros de la orquesta de Quincy Jones hasta las colaboraciones con los grandes de jazz como Clark Terry, Ernie Willkins, Art Farmer, Joe Pass, Buck Clayton, Joe Turner, Buddy de Franco, Kenny Drew, N.H.O. Pedersen y Alvin Queen. Petrovic grabó con los Solistas de Zagreb, con el cuarteto Boilers, jazzistas del este de Europa y de California, así como con las orquestas de Gerry Mulligan y Oliver Nelson y los pianistas Davor Kajfes y Neven Frangeš. 
- Jazz Greetings from the East - Zagreb Jazz Quartet (Phillips SM 885416 TY)
- Animal Dance - Zagreb Jazz Quartet (Atlantic 1402)
- With Pain I Was Born - Zagreb Jazz Quartet (Fontana 883900 JCY)
- Feel So Fine - con Buck Clayton & Big Joe Turner (Black Lion 246202)
- Zagreb Jazz Quartet in Concert - (Jazzete BPCD 002)
- Zagreb 900-Jazz Gala - con John Lewis y los Solistas de Zagreb (Jazzete BPCD 038)
- BP Convention Big Band-Blue Sunset - con Clark Terry, Art Farmer, Ernie Willkins, Gianni Basso, Albert Mangelsdorff (Jugoton LSY 63041)
- Stabilisation Blues - con Clark Terry y BP Convention (Damir Dičić, Mario Mavrin y Salih Sadiković) (Jugoton LSY 66161)
- Swinging East - con Nonconvertible All Stars (MPS Saba 21 21282-3)
- Swiss Suite - con Oliver Nelson, Gato Barbieri, Eddie Clenhead Vinson, Stanley Cowell, Vic Gaskin, Pretty Purdie, Sonny Morgan, Nana Vasconcelos (Flying Dutchman PD 10149)
- To Zagreb With Love - con Bill Berry, Lannie Morgan, Bob Cooper, Jack Nimitz, Lou Levy, Monty Budwig, Lawrence Marable, Louis Conte (Jazzete BPCD 014)
- Joe Pass Solo, Duo, Trio - (Jazzete BPCD 005)
- Meet Us at the Bar - con Kenny Drew, N.H.O. Pedersen, Alvin Queen (Jazzete BPCD 006)
- What's New - con Joe Pass y orquesta de cuerdas (Jazzete BPCD 015)
- Night Flight - con Sal Nistico y BP Club All Stars (Jazzete BPCD 016)
- Baby Steps - con Buddy de Franco y orquesta de cuerdas (Jazzete BPCD 024)
- Boško Petrović Quintet - con James Newton, Neven Frangeš, N.H.O. Pedersen, Alvin Queen (Jazzete BPCD 033)
- Trilogy - con BP Club All Stars y los Solistas de Zagreb (Jazzete BPCD 044)
- Sarabanda  - con Neven Frangeš. En directo, Sala "Vatroslav Lisinski". Zagreb, 1985.  Edición original: JUGOTON, LSY 66259 (1986). Reedición: JAZZETTE BP 001.
- Tiffany Girl - Boško Petrović Quartet: Boško Petrović - Vibráfono; Kenny Drew - piano; Peter Herbert - contrabajo; Alvin Queen - batería. JUGOTON - LSY 66253 (Zagreb, Yugoslavia, 1986)
- Zvira Voda - Wellspring - con Ruža Pospiš-Baldani y Neven Frangeš. JUGOTON - LDY 67005 y ULP 2532 (1988)
- From Moscow to L.A. - con Neven Frangeš. Edición original: JUGOTON, LSY 66265 (1987).  Reedición: Croatia Records, CD 5886600 (2010)

## Filmografía
- 1964 - Svanuće (Amanecer)
- 1965 - Ključ (La llave)
- 1969 - Slučajni život (La vida casual)
- 1970 - Jedanaesta zapovijed (Undécimo mandamiento)
- 1970 - Lisice (Las zorras)
- 1973 - Timon (Timón)

## Enlaces en la red
- Institut hrvatske glazbene industrije - ZAPRAF. Consultado el 7 de mayo de 2012. (en croata)
- Umro Boško Petrović, legenda jazz-scene - film-glazba-tv_naked. Consultado el 7 de mayo de 2012. (en croata)
- Hrvojm, Davor. jazz.hr (ed). Zagrebački jazz kvartet - ("El Zagreb Jazz Quartet"). Consultado el 7 de mayo de 2012. (en croata)
- huoku.hr (ed). Hrvatska udruga orkestralnih i komornih umjetnika, Zagreb Jazz Quartet. Consultado el 7 de mayo de 2012. (en croata)
- crorec.hr (ed). Ruža Pospiš Baldani - "Zvira voda". Consultado el 7 de mayo de 2012. (en croata)
- muzika.hr (ed). "Jazz Gala" (enlace roto disponible en Internet Archive; véase el historial, la primera versión y la última).. Consultado el 7 de mayo de 2012. (en croata)
- Boško Petrović en Discogs
- Stranice B.P. Cluba
- Jazzette Records
- Boško Petrović. JazzTimes.com  (en inglés). http://jazztimes.com/guides/artists/13807-bo-ko-petrovi (enlace roto disponible en Internet Archive; véase el historial, la primera versión y la última).